# Сердце — одинокий охотник
«Сердце — одинокий охотник» (англ. The Heart Is a Lonely Hunter) — седьмой эпизод американского телевизионного сериала в жанре фэнтези «Однажды в сказке». Премьерный показ серии в США состоялся 11 декабря 2011 года на телеканале ABC. Центральным персонажем эпизода стал герой Джейми Дорнана — Охотник в зачарованном лесу и шериф Грэм в Сторибруке.

## Сюжет

### В Зачарованном лесу
Королева Реджина (Лана Паррия) вместе с Белоснежкой (Джиннифер Гудвин) оплакивают смерть короля Леопольда. Королева хочет убить Белоснежку и завладеть троном; волшебное зеркало (Джанкарло Эспозито) советует ей нанять Охотника (Джейми Дорнан).
Охотник живёт в лесу и убивает животных только ради пищи; у него нет взаимопонимания с другими людьми, которые не понимают его уважительного отношения к лесным существам и природе. Единственный друг Охотника — волк с красным глазом. Королева желает, чтобы Охотник убил Белоснежку, взамен он просит её установить запрет на охоту на волков в зачарованном лесу.
Белоснежка вместе с охотником отправляются в лес, и она догадывается, для чего его наняли. Она понимает, что не сможет скрыться, смиряется со своей участью и пишет письмо для королевы, которое отдаёт охотнику. Охотник отпускает её и убивает оленя, чьё сердце предоставляет Королеве в качестве доказательства. Охотник зачитывает письмо, где Белоснежка пишет о том, что прощает свою мачеху и просит её справедливо править в королевстве. Реджина понимает, что Охотник обманул её, вручив сердце не человека, и вырывает его сердце; он остаётся в живых, но должен полностью подчиняться Реджине; в случае предательства она разотрёт его сердце в порошок, и он умрёт.

### В Сторибруке
Эмма Свон (Дженнифер Моррисон) обижена на шерифа Грэма (Охотника) из-за его романа с Реджиной Миллс. Шериф целует Эмму и внезапно видит волка с красным глазом, после чего отталкивает Эмму. Видения с волком повторяются, и Грэм хочет найти его. Мистер Голд (Роберт Карлайл) говорит ему, что эти видения могут быть воспоминаниями из прошлой жизни.
Грэм находит волка в лесу, и к нему приходит воспоминание со сценой с Белоснежкой в лесу. Он идёт к Мэри Маргарет Бланшар (Белоснежке) и делится с ней своими догадками о том, что они могли быть знакомы в прошлой жизни. Мэри Маргарет предполагает, что шериф говорил с Генри (Джаред Гилмор), который считает, что все жители города — сказочные персонажи. Грэм находит Генри и тот сообщает ему о его прошлом обличии — Охотнике. Генри рассказывает о том, как Королева забрала сердце Охотника, и Грэм начинает понимать, почему он никогда ничего не чувствовал в своей «жизни» в Сторибруке.
Грэм пытается поговорить с Эммой, и они вместе видят в городе волка. Волк приводит их на кладбище к склепу Реджины Миллс. Внутри склепа они ничего не находят, вскоре появляется сама Реджина. Реджина злится на Эмму, которая, по её мнению, отняла у неё Грэма и пытается забрать сына. Грэм защищает Эмму и разрывает отношения с Реджиной. Последняя спускается в потайную комнату в склепе, где находится её хранилище с сердцами и другими вещами из волшебного мира. Реджина уничтожает сердце Грэма; он умирает на руках у Эммы.

### Открывающая сцена
В открывающей сцене появляется волк.

## Съёмки
Авторами сценария эпизода стали создатели сериала Эдвард Китсис и Адам Хоровиц; режиссёром стал Дэвид Баррет, известный по работе над сериалом Менталист. В качестве приглашённых актёров приняли участие Джанкарло Эспозито в роли волшебного зеркала/репортёра Сидни Гласса и Меган Ори в роли Красной Шапочки/Руби. Китсис и Хоровиц назвали эпизод одним из опорных моментов сериала.
Ещё до начала съёмок Джейми Дорнан знал, что его персонаж будет вскоре убит. Эдвард Китсис и Адам Хоровиц желали сделать смерть героя неожиданным и драматичным моментом на фоне зарождавшихся чувств между шерифом и Эммой Свон; также смерть Грэма призвана подчеркнуть серьёзность разгорающегося конфликта между Эммой и Реджиной. Ещё одной причиной ранней смерти важного персонажа стало желание авторов показать реальность проклятия, пояснить зрителям, что это происходит «не в голове у Генри». По мнению Китсиса, эпизод достиг своей цели: зрители сопереживали и ощутили трагичность истории. Актриса Лана Паррия отметила, что история Грэма позволяет раскрыть и её героиню, для которой предательство и убийство Охотника «далось вовсе не легко», это вынужденный поступок, вроде убийства её отца во втором эпизоде. Паррия также отметила, что это первый эпизод, где сталкиваются оба мира: для убийства Грэма понадобилось уничтожить сердце его сказочного двойника Авторы сериала пояснили, что после этого эпизода становится понятно, что Реджина полностью осознаёт происходящее в этом мире и контролирует ситуацию.

## Отзывы
Рейтинг сериала составил 2,9 балла из 7 среди аудитории 18-49 лет и 5,2/8 среди всей аудитории, в день премьерного показа эпизод посмотрели 8,91 миллионов телезрителей. В таймслоте сериал занял 3 место после Football Night In America телеканала NBC и 60 Minutes телеканала CBS.
Эпизод «The Heart Is a Lonely Hunter» был неоднозначно оценён в рецензиях различных изданий и сайтов. В отзыве от TV Fanatic дана положительная оценка, отмечен «разрывающий сердце» финал серии. Издание IGN поставило серии 9 баллов из 10; отмечена актёрская игра Джейми Дорнана, также по мнению рецензента этот эпизод стал лучшим из всех серий Однажды в сказе, показанных к тому времени. Television Without Pity дало оценку A, добавив, что этот эпизод «даёт надежду на вторую половину сезона» сериала. Рецензент Blast Magazine был недоволен тем, что авторы всё ещё не раскрыли причину злодеяний, совершённых Реджиной, и предпосылки формирования её характера, тем не менее положительно оценил «свежую и волнующую» историю Охотника.
В отзыве издания Entertainment Weekly смерть Грэма в начале сериала оценена как негативный момент, слишком быстрое развитие и исчезновение героя «в стиле Никки и Пауло». Тем не менее, смерть Грэма/Охотника названа «одной из лучших сцен, увиденных в этом сериале». Рецензия The A.V. Club также отмечает негативные сходства с стилем развития сюжета сериала Остаться в живых, где в каждой серии «появляется много вопросов и ни одного ответа»: «То, на что в Остаться в живых ушло 44 серии, в Однажды в сказке уместилось в 7». В этом отзыве, в отличие от других изданий, финальная сцена со смертью Грэма охарактеризована крайне негативно.